# Ĝ
Ĝ（ヂョー）は、ラテン文字 G にサーカムフレックス (^) を付けた文字で、エスペラント・アルファベットの9番目（G と H の間）。小文字は ĝ。音価は有声後部歯茎破擦音 [dʒ]。エスペラントでは歯茎閉鎖 [d] を伴わない有声後部歯茎摩擦音 [ʒ] には文字 Ĵ が与えられており、これとは明確に区別される。字上付を用いない表記方式では gh と綴る。

## 文字コード
| 大文字 | Unicode | JIS X 0213 | 文字参照       | 小文字 | Unicode | JIS X 0213 | 文字参照       | 備考 |
| ------ | ------- | ---------- | -------------- | ------ | ------- | ---------- | -------------- | ---- |
| Ĝ      | U+011C  | 1-10-58    | &#x11C; &#284; | ĝ      | U+011D  | 1-10-64    | &#x11D; &#285; |      |

## 他の手段による表現
- 点字:
- モールス信号: --・-・